# Plaza del Carmen (San Luis Potosí)
La Plaza del Carmen es un espacio público ubicado en el centro histórico de la ciudad de San Luis Potosí, San Luis Potosí, México. La plaza es catalogada como monumento histórico por el Instituto Nacional de Antropología e Historia (INAH) para su preservación.

## Historia
Los terrenos donde se encuentra la plaza formaban parte del convento del Carmen. La plaza fue proyectada por el arquitecto Francisco Cossío. Quería crear un gran espacio público para la ciudad, aprovechando la magnífica fachada barroca del templo del Carmen y otros edificios importantes cerca de ella. Se demolieron algunas manzanas para crear la plaza más grande de la ciudad. La plaza fue inaugurada el 25 de agosto de 1973. Su fuente de bronce que la adorna es obra del escultor Joaquín Arias Méndez. Hay dos esculturas «El Cofrade» y «Monumento al Padre» del potosino Mario Cuevas. La plaza es el punto de partida de la famosa Procesión del Silencio. En 2021 se inició la restauración su fuente.

## Entorno
La Plaza del Carmen se encuentra rodeada de edificios de relevancia histórica y cultural. Entre ellos se encuentra el Templo de Nuestra Señora del Carmen, el Museo del Virreinato, el Teatro de la Paz, el Museo Nacional de la Máscara y la Casa Museo Manuel José Othón.

## Esculturas
La escultura «El cofrade» del escultor Mario Cuevas fue develada en la plaza. Hace referencia a la Procesión del Silencio, una de las más importantes de Hispanoamérica. El cofrade es considerado un verdadero icono potosino y recuerda a las tres cofradías fundadoras: la Soledad, el Santo Entierro y la Carmelina. Las personas que impulsaron su creación resaltaron la importancia de darle a la sociedad potosina símbolos con los que se puedan identificar y promover sus valores.
Hay otra escultura en la plaza llamada «El padre». Fue inaugurada el 15 de junio de 2008 y es obra de los escultores Mario y Joel Cuevas. Está conformada por un padre con sus dos hijos sentados en una banca. Representa a un padre y su amor por sus hijos. En la placa se puede leer: “Sólo un padre es poseedor del arte necesario para inspirar en sus hijos el respeto, el amor y la amistad al mismo tiempo”.

## Galería

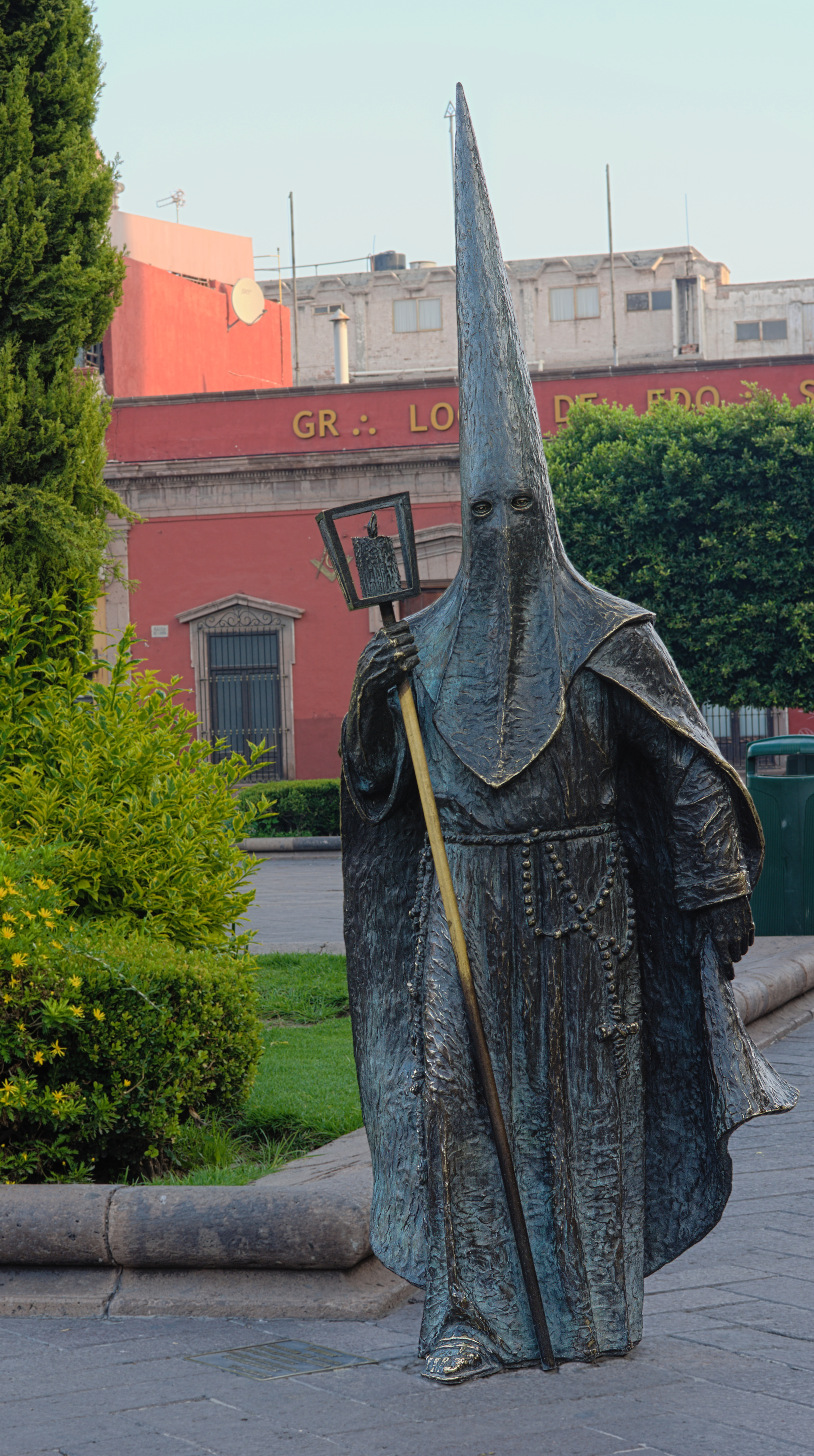
El cofrade.
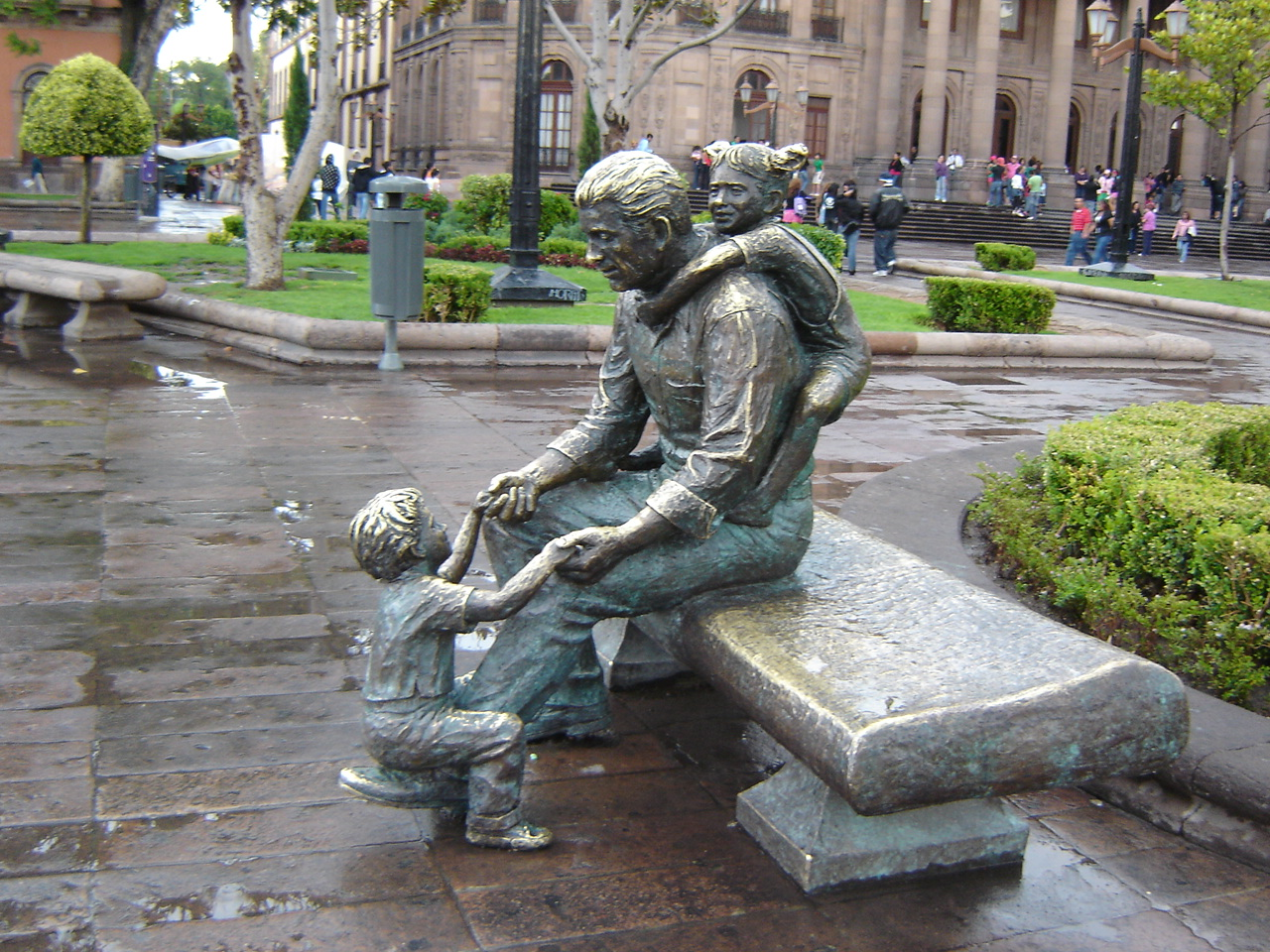
El padre.
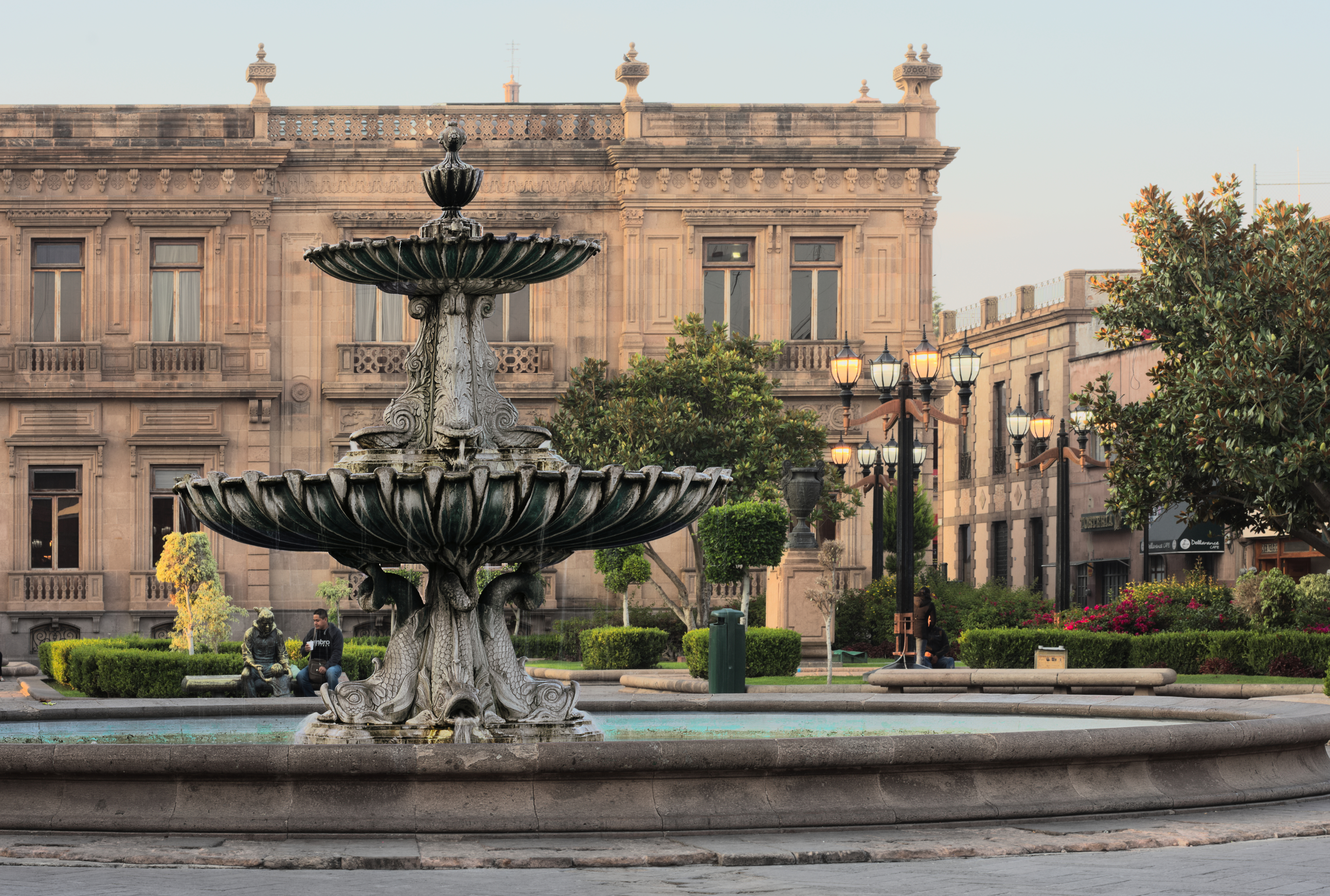
La fuente.
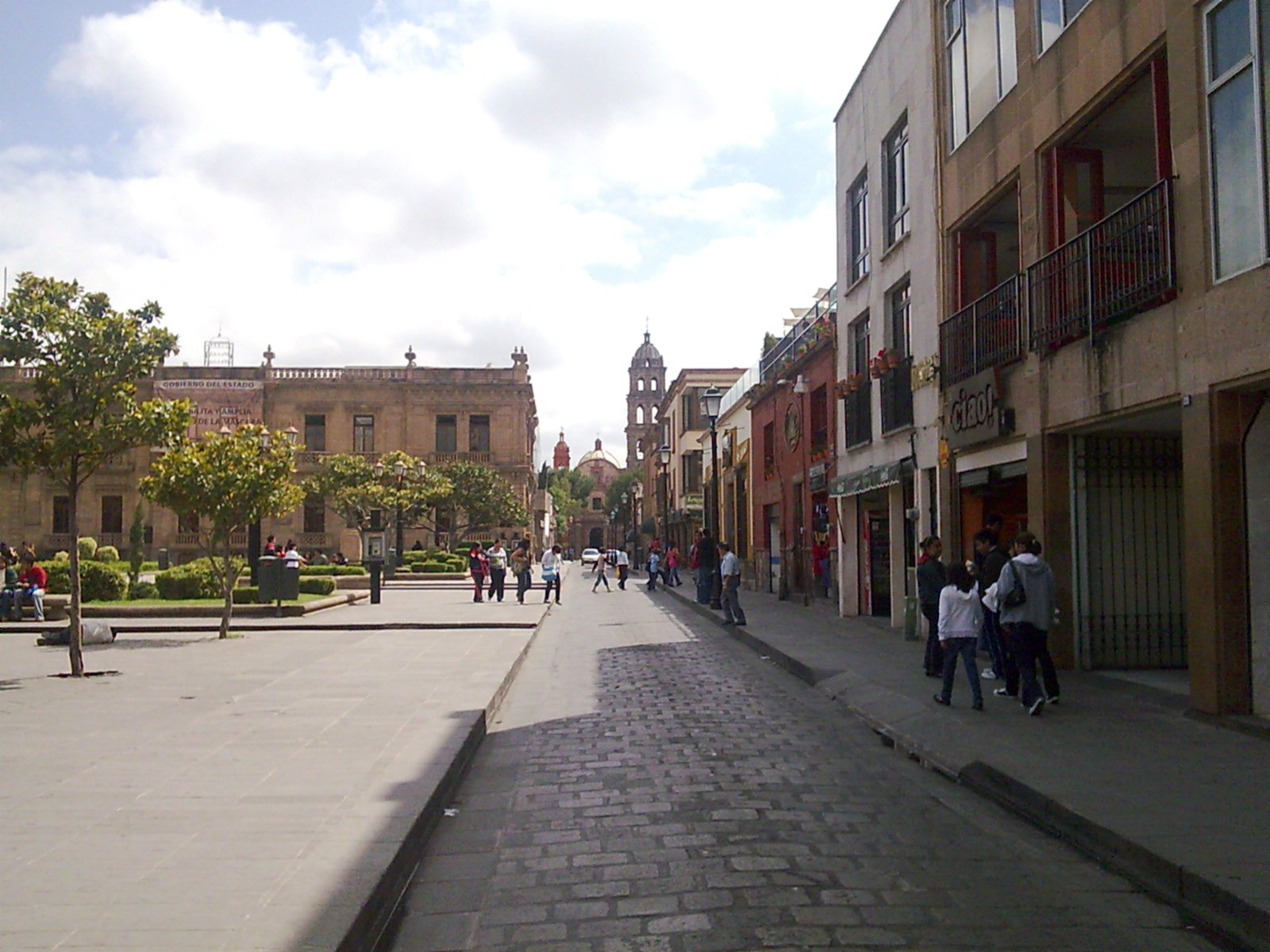
Vista hacia el Templo de San Agustín.
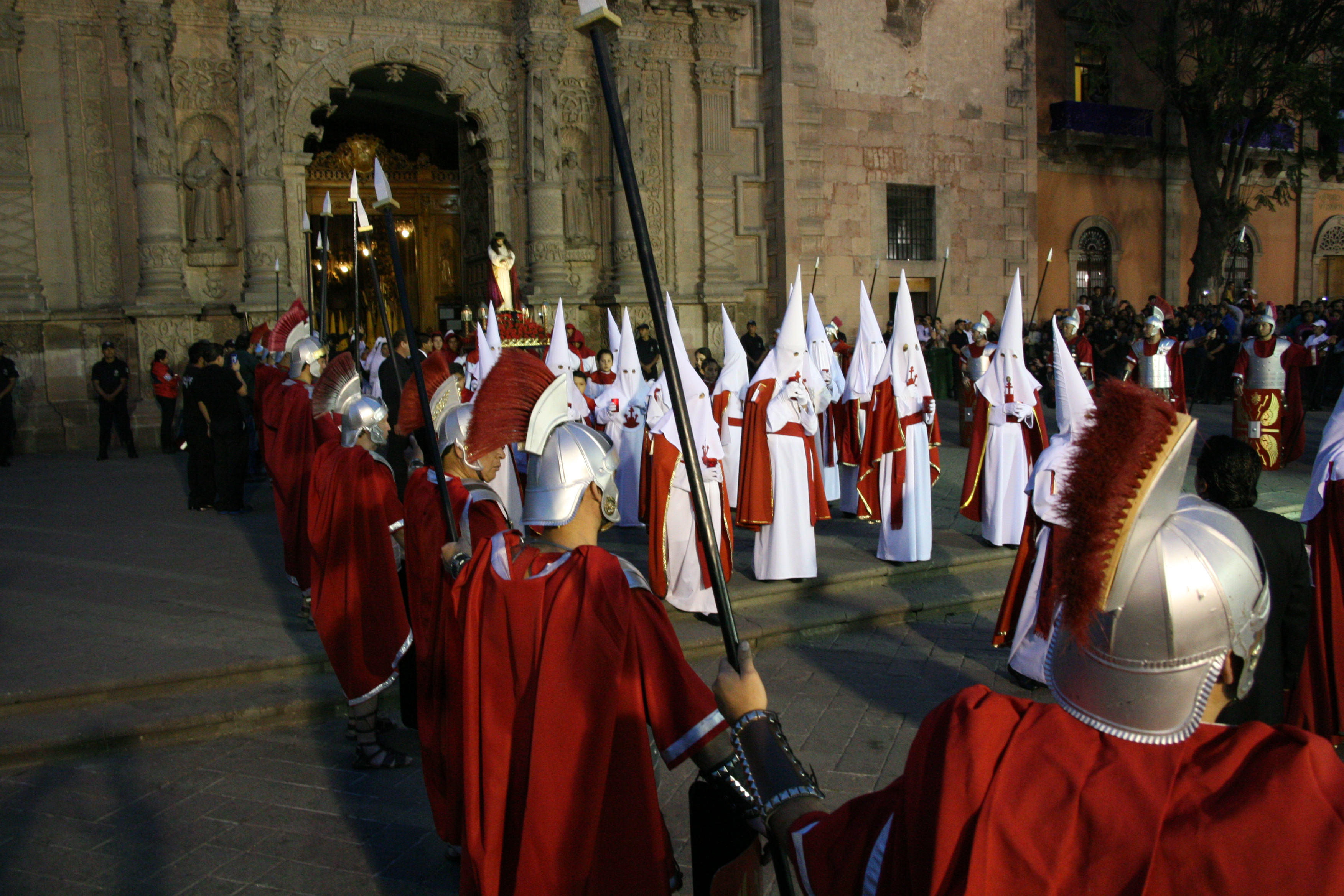
La Procesión del Silencio.